# Distanzer

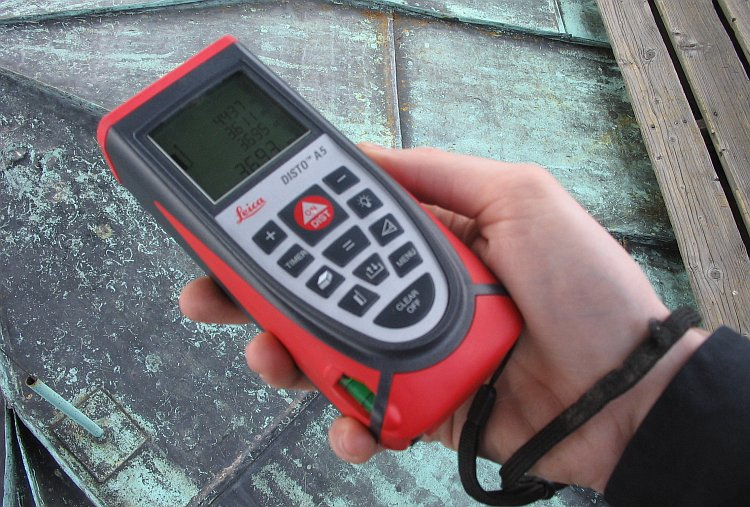
Disto von Leica Geosystems

Ein Distanzer (auch Disto, Distometer, LaserDisto, Distomat) ist ein Gerät zur elektro-optischen Abstandsmessung. Es gibt Handgeräte für einfache Vermessungsarbeiten im Handwerk oder Geräte, die auf Theodoliten aufgesetzt werden (Gewicht etwa 0,2 bis 0,5 kg). In modernen Tachymetern sind diese meist schon in Miniaturform eingebaut. Eingesetzt werden sie in der Bauvermessung und der Geodäsie.

## Technik
Distanzer basieren großteils auf der Laufzeitmessung oder der Messung von Phasenverschiebungen von Infrarot- oder Lichtwellen und können Entfernungen bis zu einigen 100 m auf cm genau messen. Zur Vermeidung mehrdeutiger Lösungen werden in einer Messung verschiedene Puls-Wiederholfrequenzen verwendet (Grobmessung und Feinmessung). Komfortable Geräteausführungen können aus den Messwerten Flächen und Volumina berechnen oder die Ergebnisse mit attributiven Informationen für eine spätere Auswertung speichern. Auch gibt es Geräte mit automatischer Datenübertragung per USB oder Bluetooth. 
Aufwendigere Instrumente erreichen diese Genauigkeit auch über mehrere Kilometer, wenn sogenannte Prismenreflektoren am Zielpunkt verwendet werden. Für geringere Genauigkeit gibt es Geräte, denen bei mittleren Distanzen auch Reflexfolien reichen, für die Nähe sogar der diffuse Reflex z. B. einer Hauswand.
Geometrisch sind die Entfernungsmessungen als Schrägstrecken zu behandeln, die für ihre Umrechnung in horizontale Strecken noch die Messung ihrer Neigung oder des Höhenwinkels erfordern.

## Historisches
Die ersten praxistauglichen, allerdings noch recht voluminösen Distanzer kamen zwischen 1963 und 1972 auf den Markt. Sie arbeiten statt mit Licht noch mit Mikrowellen und 20–50 cm großen Parabolantennen, beispielsweise die Geräte DI50 und 60 des Herstellers Wild Heerbrugg.
In den 1970er-Jahren setzte sich die Entfernungsmessung mit Licht- und Infrarot-Lasern durch. Zunächst waren die Distanzer noch eigene Messeinheiten, die statt des Theodolits am Stativ aufgesetzt werden mussten und daher nur für längere (selten zu messende) Entfernungen verwendet wurden. Zu den meistverbreiteten Geräten gehörte die Wild-Distomat-Serie, während Kern Aarau die kleinsten und genauesten Geräte baute, u. a. das Mekometer.